# Конвой PQ 13
Конвой PQ 13 (англ. Convoy PQ 13) — арктичний конвой транспортних і допоміжних суден у кількості 21 одиниць, який у супроводженні союзних кораблів ескорту прямував від берегів Шотландії та Ісландії до радянських портів Мурманськ та Архангельськ. Конвой вийшов 10 березня 1942 року з Лох Ю, 16 березня — з Рейк'явіка та 31 березня 1942 року прибув до Мурманська. Лише кілька суден, що відстали через штормову погоду, прибули 1 квітня до бази. В ході атак німецьких надводних кораблів, підводних човнів і авіації було потоплено 5 транспортів і один корабель ескортних сил.

## Історія конвою
Арктичний конвой PQ 13 складався з 19 торговельних суден: сім британських, чотири американських, одне польське, чотири панамського та один гондураського реєстру. Ним командував комодор Д. А. Кейсі. На першому етапі переходу, від Шотландії до Ісландії, конвой супроводжувала місцева ескортна група з двох есмінців і протичовнових траулерів. На другому етапі, від Ісландії до Радянського Союзу, океанський ескорт складався з двох есмінців і двох траулерів, доповнених трьома тральщиками, переробленими китобіями, які йшли на передачу ВМФ СРСР. Океанський ескорт очолював кептен Л. С. Сондерс на крейсері «Тринідад». Для підтримки супроводу конвою та захисту від рейду німецького лінкора «Тірпіц» виділялися важкі сили прикриття, до складу яких входили лінкори «Дюк оф Йорк», «Кінг Джордж V», лінійний крейсер «Рінаун», авіаносець «Вікторіос», два крейсери «Кент» і «Единбург» і шістнадцять есмінців («Ашанті», «Бедуїн», «Еко», «Ескапейд», «Ескімо», «Фолкнор», «Форсайт», «Ікар», «Інглефілд», «Ледбері», «Марне», «Міддлтон», «Онслоу», «Пенджабі», «Тартар» і «Вітленд»). Ці сили мали супроводжувати PQ 13 на відстані, поки він не пройде повз Ведмежий острів.
10 березня 1942 року конвой вийшов з Лох Ю в Шотландії та 16 березня прибув до Рейк'явіка. Після висадки контингенту з трьох суден, які прямували з Лох Ю до Рейк'явіка, а також збору решти суден, що прямували з Рейк'явіка до Мурманська, 20 березня 1942 року конвой PQ 13 покинув Рейк'явік.
Перехід транспортного конвою проходив без пригод до 24 березня, коли конвой потрапив у сильний чотириденний шторм, який розсіяв транспортні судна в радіусі 150 миль. Протягом наступних кількох днів кораблі ескорту збирали їх у дві групи, чотири судна прямували до пунктів призначення самостійно.
28 березня транспортний конвой був помічений німецькою авіацією та атакований. Два судна були потоплені: Raceland і Empire Ranger. Того ж дня німецькі сили з трьох есмінців типу «Нарвік» Z24, Z25 і Z26 під командуванням капітана-цур-зее Г.Поніца вийшли з Кіркенеса. Вони перехопили Bateau, який був увечері 28/29 березня потоплений, перш ніж вранці 29 березня наразитися на ескортні кораблі «Тринідад» і «Ф'юрі». Внаслідок зіткнення Z26 був сильно пошкоджений вогнем крейсера «Тринідад» і затонув пізніше після комбінованої контратаки «Орібі», «Екліпс» і радянського есмінця «Сокрушительний», але під час бою «Тринідад» був уражений власною торпедою (гіроскоп торпеди замерз). Німецькі кораблі, що залишилися, перервали бойові дії та відступили. «Тринідад» у супроводі «Ф'юрі» та «Екліпса» дошкуляв до Кольської затоки, прибувши опівдні 30 березня.
Тим часом судна PQ 13 зазнали атаки підводних човнів. Два судна були знайдені та потоплені підводними човнами, Induna — U-376, а Effingham — U-435.
До 30 березня більшість конвою прибула до Мурманська; решта, що відстала, прибула 1 квітня. У цьому конвої загинуло 6 кораблів і суден. Німці потопили п'ять вантажних суден. Один китобій (HMS Sulla) загинув, ймовірно, через сильне обледеніння, а крейсер «Тринідад» був пошкоджений. З боку Крігсмаріне був втрачений німецький есмінець. Чотирнадцять суден з вантажем благополучно прибули, більше двох третин конвою.

## Кораблі та судна конвою PQ 13

### Транспортні судна
Позначення
| З Лох Ю до Мурманська       |                              |       |                                                                   |
| Dunboyne (1919)             | США                          | 3 515 |                                                                   |
| Effingham (1919)            | США                          | 6 421 | 30 березня 1942 року потоплено U-435                              |
| El Estero (1920)            | Панама                       | 4 219 |                                                                   |
| Eldena (1919)               | США                          | 6 900 |                                                                   |
| Empire Cowper (1941)        | Велика Британія              | 7 164 |                                                                   |
| Empire Ranger (1942)        | Велика Британія              | 7 008 | 28 березня 1942 року потоплено німецьким Ju 88                    |
| Empire Starlight (1941)     | Велика Британія              | 6 850 | 3 квітня 1942 року потоплено німецьким літаком у порту Мурманська |
| Gallant Fox (1918)          | Панама                       | 5 473 |                                                                   |
| Harpalion (1932)            | Велика Британія              | 5 486 |                                                                   |
| Induna (1925)               | Велика Британія              | 5 086 | 30 березня 1942 року потоплено U-376                              |
| Mana (1920)                 | Гондурас                     | 3 283 |                                                                   |
| Mormacmar (1920)            | США                          | 5 453 |                                                                   |
| New Westminster City (1929) | Велика Британія              | 4 747 |                                                                   |
| Raceland (1910)             | Панама                       | 4 815 | 28 березня 1942 року потоплено німецьким бомбардувальником        |
| River Afton (1935)          | Велика Британія              | 5 479 | судно командора конвою                                            |
| Tobruk (1942)               | Польща                       | 7 048 |                                                                   |
| RFA Oligarch (1920)         | Королівський допоміжний флот | 6 897 | танкер-заправник конвою                                           |
| З Рейк'явіка до Мурманська  |                              |       |                                                                   |
| Ballot (1922)               | Панама                       | 6 131 |                                                                   |
| Bateau (1926)               | Панама                       | 4 687 | 29 березня 1942 року потоплено німецьким есмінцем Z26             |
| Scottish American (1920)    | Велика Британія              | 6 999 |                                                                   |
| З Лох Ю до Рейк'явіка       |                              |       |                                                                   |
| Greenland (1914)            | Велика Британія              | 1 281 |                                                                   |
| Lars Kruse (1923)           | Велика Британія              | 1 807 |                                                                   |
| Mano (1923)                 | Велика Британія              | 1 418 |                                                                   |

### Кораблі ескорту
| Назва                 | Прапор                                  | Тип корабля                            | Прим.                                 |
| --------------------- | --------------------------------------- | -------------------------------------- | ------------------------------------- |
| «Ашанті»              | Військово-морські сили Великої Британії | ескадрений міноносець типу «Трайбл»    | 22 березня                            |
| «Бедуїн»              | Військово-морські сили Великої Британії | ескадрений міноносець типу «Трайбл»    | 23-28 березня                         |
| HMS Blackfly (FY 117) | Військово-морські сили Великої Британії | протичовновий траулер                  | 23-30 березня                         |
| «Блискавиця»          | Військово-морські сили Польщі           | ескадрений міноносець типу «Грім»      | 10-17 березня                         |
| «Дюк оф Йорк»         | Військово-морські сили Великої Британії | лінійний корабель типу «Кінг Джордж V» | 22-28 березня                         |
| «Еко»                 | Військово-морські сили Великої Британії | ескадрений міноносець типу «E»         | 23 березня                            |
| «Екліпс»              | Військово-морські сили Великої Британії | ескадрений міноносець типу «E»         | 23-30 березня                         |
| «Единбург»            | Військово-морські сили Великої Британії | легкий крейсер типу «Таун» (1936)      | 23-28 березня                         |
| «Ескапейд»            | Військово-морські сили Великої Британії | ескадрений міноносець типу «E»         | 27-28 березня                         |
| «Ескімо»              | Військово-морські сили Великої Британії | ескадрений міноносець типу «Трайбл»    | 22-28 березня                         |
| «Фокнор»              | Військово-морські сили Великої Британії | лідер ескадрених міноносців типу «F»   | 22-28 березня                         |
| «Форсайт»             | Військово-морські сили Великої Британії | ескадрений міноносець типу «F»         | 27-28 березня                         |
| «Фьюрі»               | Військово-морські сили Великої Британії | ескадрений міноносець типу «F»         | 23-30 березня                         |
| «Госсамер»            | Військово-морські сили Великої Британії | тральщик типу «Гальсіон»               | 29-30 березня                         |
| «Гремящий»            | Військово-морський флот СРСР            | ескадрений міноносець типу 7           | 29-30 березня Північний флот ВМФ СРСР |
| «Гусар»               | Військово-морські сили Великої Британії | тральщик типу «Гальсіон»               | 29-30 березня                         |
| «Ікарус»              | Військово-морські сили Великої Британії | ескадрений міноносець типу «I»         | 23-28 березня                         |
| «Інглефілд»           | Військово-морські сили Великої Британії | ескадрений міноносець типу «I»         | 23-28 березня                         |
| «Кент»                | Військово-морські сили Великої Британії | важкий крейсер типу «Каунті»           | 23-28 березня                         |
| «Кінг Джордж V»       | Військово-морські сили Великої Британії | лінійний корабель типу «Кінг Джордж V» | 22-28 березня                         |
| «Ламертон»            | Військово-морські сили Великої Британії | ескортний міноносець типу «Хант»       | 10-16 березня                         |
| «Ледбарі»             | Військово-морські сили Великої Британії | ескортний міноносець типу «Хант»       | 22-24 березня                         |
| «Марна»               | Військово-морські сили Великої Британії | ескадрений міноносець типу «M»         | 24-28 березня                         |
| «Міддлтон»            | Військово-морські сили Великої Британії | ескортний міноносець типу «Хант»       | 22-24 березня                         |
| «Онслоу»              | Військово-морські сили Великої Британії | лідер ескадрених міноносців типу «O»   | 22-28 березня                         |
| «Орібі»               | Військово-морські сили Великої Британії | ескадрений міноносець типу «O»         | 29-30 березня                         |
| HMS Paynter (FY242)   | Військово-морські сили Великої Британії | військовий траулер                     | 23-30 березня                         |
| «Панджабі»            | Військово-морські сили Великої Британії | ескадрений міноносець типу «Трайбл»    | 22-28 березня                         |
| «Рінаун»              | Військово-морські сили Великої Британії | лінійний крейсер «Рінаун»              | 22-28 березня                         |
| «Сейбр»               | Військово-морські сили Великої Британії | ескадрений міноносець типу «S»         | 10-16 березня                         |
| «Саладин»             | Військово-морські сили Великої Британії | ескадрений міноносець типу «S»         | 11-17 березня                         |
| HMS Silja (FY 301)    | Військово-морські сили Великої Британії | тральщик                               | 23-30 березня                         |
| «Сокрушительний»      | Військово-морський флот СРСР            | ескадрений міноносець типу 7           | 29-30 березня Північний флот ВМФ СРСР |
| «Спідвел»             | Військово-морські сили Великої Британії | тральщик типу «Гальсіон»               | 29-30 березня                         |
| HMT Sulla (FY1874)    | Військово-морські сили Великої Британії | тральщик                               | 20-31 березня                         |
| HMS Sumba (FY 297)    | Військово-морські сили Великої Британії | тральщик                               | 23-30 березня                         |
| «Тартар»              | Військово-морські сили Великої Британії | ескадрений міноносець типу «Трайбл»    | 23-25 березня                         |
| «Тринідад»            | Військово-морські сили Великої Британії | легкий крейсер типу «Коронна колонія»  | 23-25 березня                         |
| «Вікторіос»           | Військово-морські сили Великої Британії | авіаносець типу «Іластріас»            | 22-28 березня                         |
| «Вітленд»             | Військово-морські сили Великої Британії | ескортний міноносець типу «Хант»       | 22-23 березня                         |